# Seven Femenino de Madrid 2021
El Seven de Madrid del 2021 fue la primera edición del torneo de rugby 7 femenino organizado por la Federación Española de Rugby y auspiciado por World Rugby. 
Se disputó entre el 20 y 21 de febrero en las instalaciones del Estadio Nacional Complutense de Madrid, España.
El torneo se disputó con la finalidad de retomar la acción de los seleccionados y servir como preparación para los Juegos Olímpicos de Tokio.

## Equipos participantes
- España
- Estados Unidos
- Francia
- Kenia
- Polonia
- Rusia

## Resultados
| Pos. | Equipo         | Encuentros | Encuentros | Encuentros | Encuentros | Tantos  | Tantos    | Tantos     | Puntos |
| Pos. | Equipo         | jugados    | ganados    | empatados  | perdidos   | a favor | en contra | diferencia | Puntos |
| ---- | -------------- | ---------- | ---------- | ---------- | ---------- | ------- | --------- | ---------- | ------ |
| 1    | Francia        | 5          | 4          | 0          | 1          | 174     | 54        | +120       | 13     |
| 2    | Rusia          | 5          | 4          | 0          | 1          | 161     | 51        | +110       | 13     |
| 3    | Estados Unidos | 5          | 3          | 0          | 2          | 120     | 55        | +65        | 11     |
| 4    | Polonia        | 5          | 2          | 0          | 3          | 48      | 124       | -76        | 9      |
| 5    | España         | 5          | 2          | 0          | 3          | 32      | 124       | -92        | 9      |
| 6    | Kenia          | 5          | 0          | 0          | 5          | 26      | 153       | -127       | 5      |

Nota: Se otorgan 3 puntos al equipo que gane un partido, 2 al que empate y 1 al que pierda

### Partidos

#### Primer día
| 20 de febrero | Estados Unidos | 34 - 0 | Polonia |  |  |

| 20 de febrero | Rusia | 41 - 0 | Kenia |  |  |

| 20 de febrero | España | 0 - 43 | Francia |  |  |

| 20 de febrero | Kenia | 7 - 24 | Estados Unidos |  |  |

| 20 de febrero | Francia | 10 - 42 | Rusia |  |  |

| 20 de febrero | Polonia | 26 - 7 | España |  |  |

| 20 de febrero | Francia | 63 - 5 | Kenia |  |  |

| 20 de febrero | Rusia | 45 - 7 | Polonia |  |  |

| 20 de febrero | España | 0 - 36 | Estados Unidos |  |  |

#### Segundo día
| 21 de febrero | Estados Unidos | 19 - 21 | Rusia |  |  |

| 21 de febrero | Kenia | 7 - 10 | España |  |  |

| 21 de febrero | Polonia | 0 - 31 | Francia |  |  |

| 21 de febrero | Francia | 27- 7 | Estados Unidos |  |  |

| 21 de febrero | Rusia | 12 - 15 | España |  |  |

| 21 de febrero | Polonia | 15 - 7 | Kenia |  |  |

## Fase Final

### Final quinto puesto
| 21 de febrero | España | 12 - 10 | Kenia |  |  |

### Final tercer puesto
| 21 de febrero | Estados Unidos | 47 - 7 | Polonia |  |  |

### Final
| 21 de febrero | Francia | 5 - 17 | Rusia |  |  |

| Bandera de Rusia |
| Campeón Rusia    |
| Primer título    |